# Albert Hammond (cầu thủ bóng đá)
Albert William Arthur Hammond (5 tháng 2 năm 1924 – 14 tháng 2 năm 1989) là một cầu thủ bóng đá người Anh thi đấu ở vị trí tiền đạo tầm xa thi đấu ở Football League cho Exeter City.